# Breel (drijflichaam)
Een breel is een cilindervormig drijflichaam of drijver in gebruik bij enkele vormen van zeevisserij, later in de vleetvisserij vervangen door de blaas. Breels waren ook in gebruik bij de toenmalige beugvisserij. Daar hielden ze de netten of de beug op de daarvoor gekozen plek in het zeewater.  

## Vorm
Een breel was vervaardigd van hout en had oorspronkelijk de vorm van een klein vaatje. Aan de Vlaardingse reder Joost Pot wordt toegeschreven dat hij de vorm van de breel heeft laten wijzigen. De tonvormige breel dreef met de buik op het wateroppervlak. Bij een ruwe zee konden krachtige golven de bodem van de breel kapotslaan waardoor deze volliep en haar drijfvermogen kwijtraakte.
Door de vorm te veranderen van een cilinder in een eveneens houten, omgekeerde kegel, werd het apparaat stabieler en minder kwetsbaar, ook bij ruwe zee. De breel, met zijn onderzijde of punt onder het wateroppervlak, werd heel toepasselijk aangeduid als puntbreel.